# AU-23和平締造者多用途飛機
AU-23和平締造者多用途飛機（英語：Peacemaker)是費爾柴德根據PC-6搬运工所研製的砲艦/多用途飛機。該機共製造35架，並部署在越南戰爭的戰場中。戰後所有剩餘的AU-23都出售給泰國皇家空軍。

## 發展

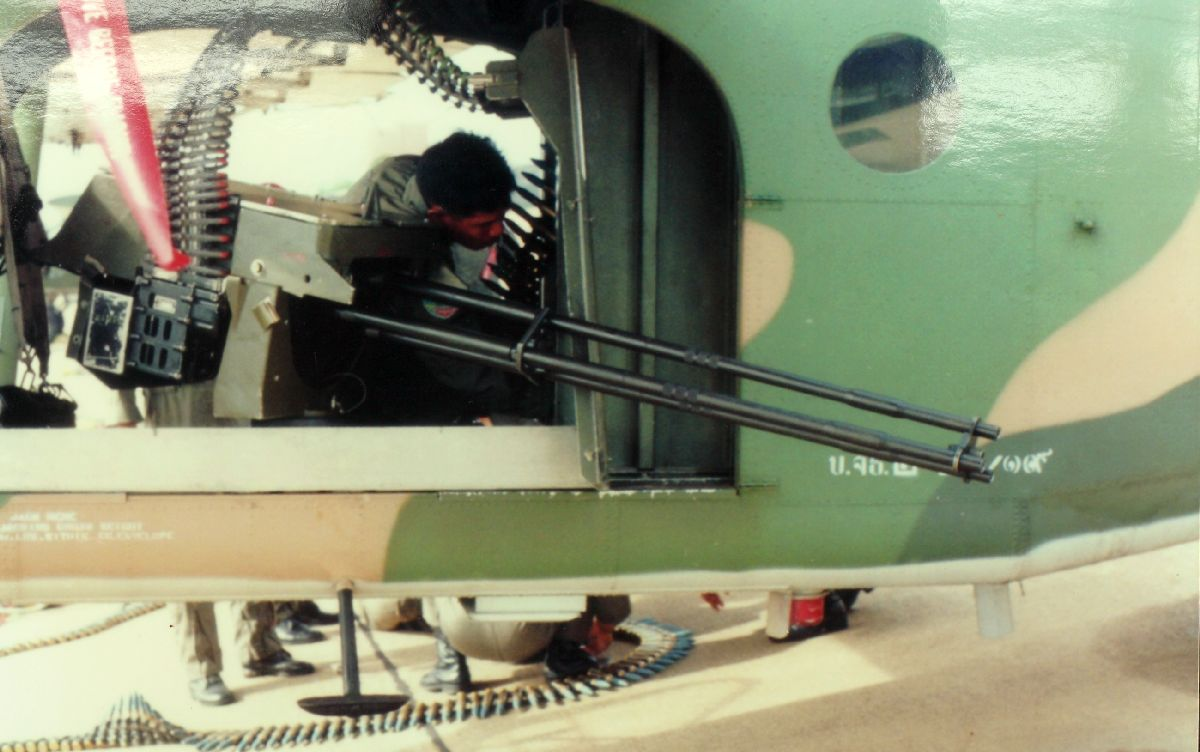
AU-23A上的XM197

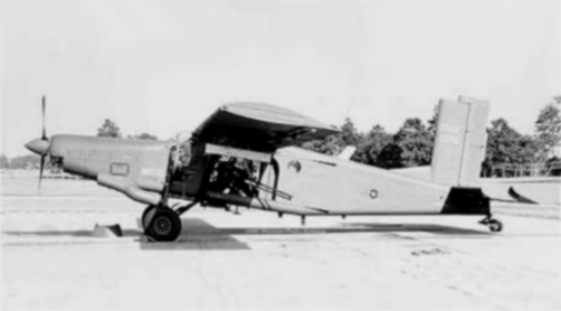
位於埃格林空軍基地的AU-23A

1971年5月，位於俄亥俄州萊特-派特森空軍基地的航空系統部門開始進行一項名為可信追逐(Credible Chase)-研發輕型短程起降武裝多用途飛機的項目。該計畫共選擇2款飛機進行測試，分別為PC-6搬運工和赫利歐航空公司的種公馬。在佛罗里达州埃格林空軍基地進行基礎測試後，發現兩款皆非常符合要求，足以進行近一步測試，而後分別被命名為AU-23A和AU-24。

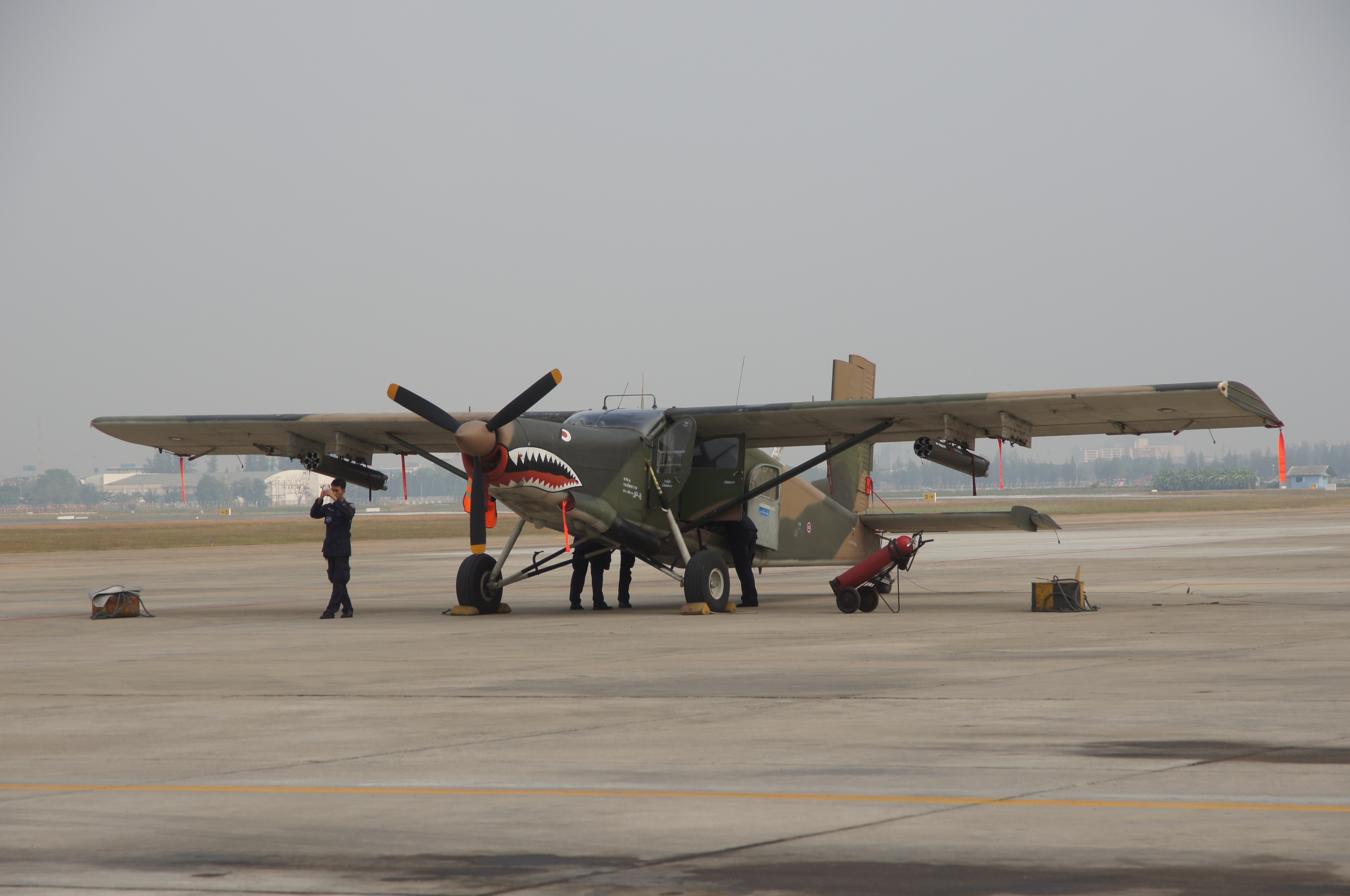
服役於泰國皇家空軍的AU-23A

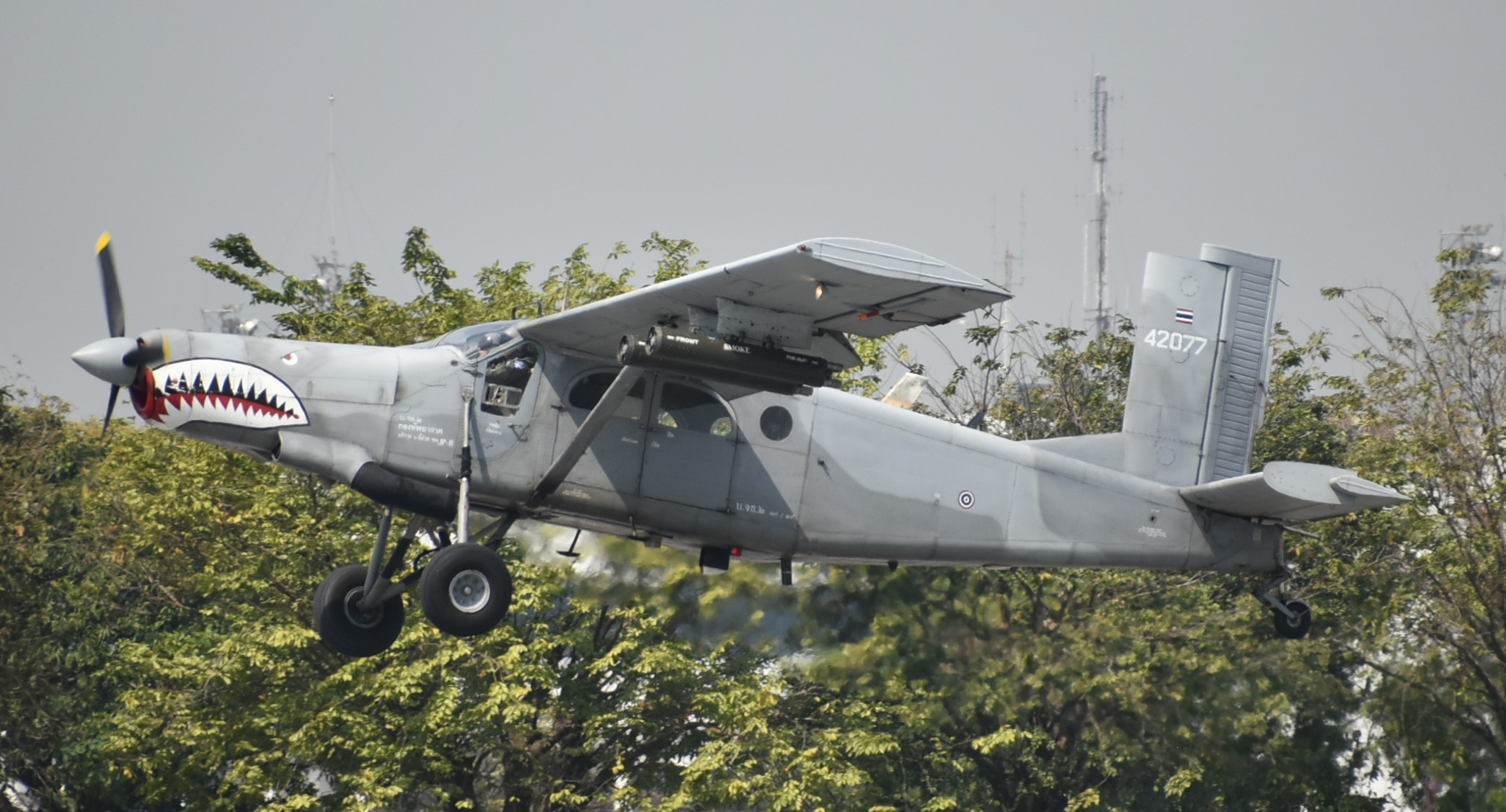
機身編號為(s/n 2077/BJTh2-18/19)的AU-23A

關於AU-23的戰鬥評估PAVE COIN於1971年6月和7月進行。AU-23A共測試八種假想任務：武裝火力護航、近距離空中支援、小村莊防禦、短距起降運補、武裝偵察、邊境監視、前線空中控制和逆滲透。美國空軍機組人員執行73次任務（94架次），越南共和國空軍機組人員執行了68次任務（85架次）。測試中使用了多種類型的武器投擲/發射，包括2.75-inch(70mm)火箭彈（爆炸彈和煙霧彈）、CBU-14集束炸彈、MK 6 Mod 3照明彈以及MK 81、MK-82 和MK-106練習炸彈。在測試中共發射了8,000多發20mm彈藥，包括高爆燃燒彈和打靶曳光彈。而在戰鬥評估中，也發現了AU-23的設計問題，其中最嚴重的是飛機只能防禦12.7mm以下彈藥的火力。儘管存在這些問題，美國空軍仍繼續推進開發計劃，並訂購了15架AU-23A進行進一步測試。
為了持續可信追逐的計畫，空軍臨時成立第4400特種作戰中隊進行作戰測試和評估。 第一架AU-23A(72-1306)於1972年1月2日交付給第 4400特種作戰中隊，隨後在月底又交付了兩架(72-1304和72-1305)。測試一直持續到2月4日，當時三架飛機皆因方向舵組件出現裂縫而停飛。前三架飛機被送回費爾柴德進行維修，並於1972年4月下旬恢復供應。1972年5月10日，一架AU-23A（S/N 72-1309）在飛行中發動機故障後墜毀。飛行員沒有受傷，但所有AU-23A都在5月22日事故調查期間停飛。最後一架AU-23A於6月7日交付，並於6月28日完成測試。
由於該機飛行速度慢且飛行高度低，同時飛機也缺乏足夠的裝甲防護，這導致執行任務後飛機的返航將會具有更大的危險性。因此第4400特種作戰中隊建議在沒有重大升級計畫的情況下盡量不要將飛機用於前線戰鬥。1972年6月30日，第4400特種作戰中隊將AU-23A運送到亞利桑那州戴維斯-蒙森空軍基地進行儲存。
而後，所有AU-23A均根據共同防禦援助法案出售給泰國，執行邊境監視和逆滲透任務。

### 書目
- Larry Davis and Don Greer, Gunships, A Pictorial History of Spooky – Specials series (6032), Carrollton, TX: Squadron/Signal Publications, 1982. ISBN 0-89747-123-7

## 外部連結
- Fairchild AU-23A – National Museum of the USAF
- Photos （页面存档备份，存于）
- Video （页面存档备份，存于）